# Albertino Bigon
Alberto „Albertino“ Bigon (* 31. října 1947) je bývalý italský fotbalista, který hrál jako záložník nebo útočník, později trenér.

## Klubová kariéra
Svou kariéru začal v Padově.
V Serii A debutoval v roce 1967 za SPAL, do kterého přestoupil poté, co se neprosadil v Neapoli. V roce 1969 přestoupil do Foggie.
Za Milán odehrál 218 zápasů a vstřelil 56 gólů.
Během svého působení v Miláně se proslavil také tím, že dával góly „sražením“ míče. Dne 28. listopadu 1971 během zápasu s Internazionale kopal hráč Internazionale, Burgnich, míč ze svého pokutového území a ten se odrazil od Bigona do branky. Milán tak zvítězil 3:2.
Později hrál za Lazio a Vicenzu.

## Reprezentační kariéra
Za italskou reprezentaci do 21 let odehrál jeden zápas.

## Úspěchy

### Klubové
Padova (mládež)
- Campionato Primavera 1: 1965/66

Milán
- Serie A: 1978/79
- Coppa Italia: 1971/72, 1972/73, 1976/77
- Pohár vítězů pohárů: 1972/73

### Trenérské
Neapol
- Serie A: 1989/90
- Supercoppa italiana: 1990

Sion
- Švýcarská Super League: 1996/97
- Schweizer Cup: 1996/97

Olympiakos
- Alpha Ethniki: 1999/00